# Hôtel de Boysson-Cheverry
Pour les articles homonymes, voir Boysson.
L’hôtel de Boysson, de Cheverry ou de Boysson-Cheverry est un hôtel particulier situé au no 11 rue Malcousinat, dans le centre historique de Toulouse. Construit dans la deuxième moitié du XVe siècle pour un riche changeur, Hugues Ier Boysson, il est remanié et considérablement agrandi au cours du siècle suivant par un autre marchand Jean de Cheverry. L'hôtel conserve des éléments représentatifs du style gothique, particulièrement pour les parties construites par Hugues Ier Boysson, mais aussi des éléments Renaissance, dans les parties ajoutées par Jean de Cheverry. 
L'hôtel de Cheverry est inscrit partiellement aux monuments historiques en 1925, tandis que l'hôtel de Boysson est entièrement classé en 1928. L'hôtel, complètement restauré, abrite aujourd'hui la Maison de l'Occitanie.

## Histoire
En 1458, une maison en ruine appartient déjà, à cet emplacement, à Hugues Ier Boysson. Riche marchand originaire d'Aubin, dans le Rouergue, il est le fils du marchand Jean Boysson et de Sardane de Belloc. Il exerce à Toulouse, où il s'installe vers 1432, le métier de changeur et de banquier. En 1437, il est anobli par le roi Charles VII, avec ses trois frères, Pierre, et les deux Jean, marchands à Aubin et Figeac. Hugues épouse, avant 1451, Esclarmonde de Cros, fille d'un autre marchand rouergat, son associé et installé lui aussi à Toulouse, Guillaume de Cros. La fortune et l'anoblissement permettent à Hugues Boysson d'acquérir, avant 1453, la seigneurie de Mirabel. Le grand incendie du 7 mai 1463 réduit sa maison de Toulouse en cendres, comme les autres maisons du quartier. C'est donc probablement entre 1463 et 1468, date à laquelle il devient capitoul, qu'une nouvelle demeure est édifiée pour Hugues Boysson, qui marque ainsi sa richesse et sa puissance. L'immeuble a sa façade dans la rue des Changes (actuel no 21), tandis que la cour et le jardin sont ouverts sur la rue Malcousinat. En 1483, l'hôtel de la rue des Changes passe à son fils, Hugues II Boysson, également banquier et changeur, seigneur de Mirabel, et encore capitoul en 1482-1483, en 1498-1499, en 1510-1511 et en 1517-1518. À sa mort, le 18 mai 1519, l'hôtel passe à son fils aîné, Jean de Boysson, qui continue à exercer le métier de son père et de son grand-père. Il épouse Charlotte Massip, héritière de la seigneurie de Bournazel, dans le Rouergue, où il décide de s'établir : en 1535, il vend l'hôtel particulier de Toulouse et commence les travaux du nouveau château de Bournazel.
En 1535, l'hôtel est acquis par Jean de Cheverry, marchand pastelier. Il est un des personnages influents de l'époque : il a épousé en 1526 Jeanne de Lancefoc, venue d'une importante famille de capitouls, et il marie en 1548 sa fille Peyronne à Pierre d'Assézat, autre marchand pastelier. Élu capitoul un mois après l'achat de l'hôtel de Boysson, Jean de Cheverry semble entreprendre de nouveaux aménagements dans un style Renaissance qui correspond au goût de l'époque. Il fait modifier les fenêtres de la tour et ordonne la construction de quatre autres corps de bâtiment. En 1556, l'hôtel passe à ses héritiers, qui revendent en 1564 la maison en façade sur la rue des Changes (actuel no 21) au marchand Jean Esclassan. Seul l'hôtel de la rue Malcousinat reste à son fils Jean de Cheverry, trésorier général de France, qui le vend cependant, en 1570, au capitoul Pierre de Vignaux, pour pouvoir acquérir le prestigieux hôtel de Pins, rue des Chapeliers (actuel no 46 rue du Languedoc).
Pierre de Vignaux, capitoul en 1570-1571, 1576-1577, 1585-1586 et 1591-1592, ne fait pas de travaux importants, mais il laisse ses armoiries, à la place de celles de Hugues Boysson, sur la cheminée de la salle basse. L'hôtel est par la suite transmis à Antoine Ganté de Vignaux, capitoul en 1620-1621, qui le conserve jusqu'à sa mort, en 1622, puis à François Ganté de Vignaux, mort entre 1665 et 1678. En 1665, c'est son gendre Pierre de Mouilhet, conseiller au Parlement de 1653 à 1685, marié à Françoise de Ganté, qui obtient l'hôtel. En 1685, leur fils, Antoine de Mouilhet, conseiller de 1685 à 1715, le conserve, avant de le transmettre en 1724 à François-Pierre de Mouilhet, conseiller de 1724 à 1740. En 1754, son gendre, Jean-François de Montégut, conseiller de 1751 à 1794, marié en 1755 à Marie-Anne de Mouilhet, le vend à Jean-François-Ambroise Rermon, seigneur d'Armentière.
En 1775, l'hôtel passe à Bertrand Autenac, qui fait élever une nouvelle façade, qu'il porte à l'alignement de la rue Malcousinat. En 1793, il est passé entre les mains du citoyen Lagarde, ci-devant conseiller au Sénéchal.
L'immeuble est légué aux Hospices, par Mme Salle, en 1918.

## Description

### Façade
L'entrée de l'hôtel est située rue Malcousinat par un corps de bâtiment construit par Bertrand Autenac en 1776. Elle donne accès à la première cour, avec la vue sur la tour. 

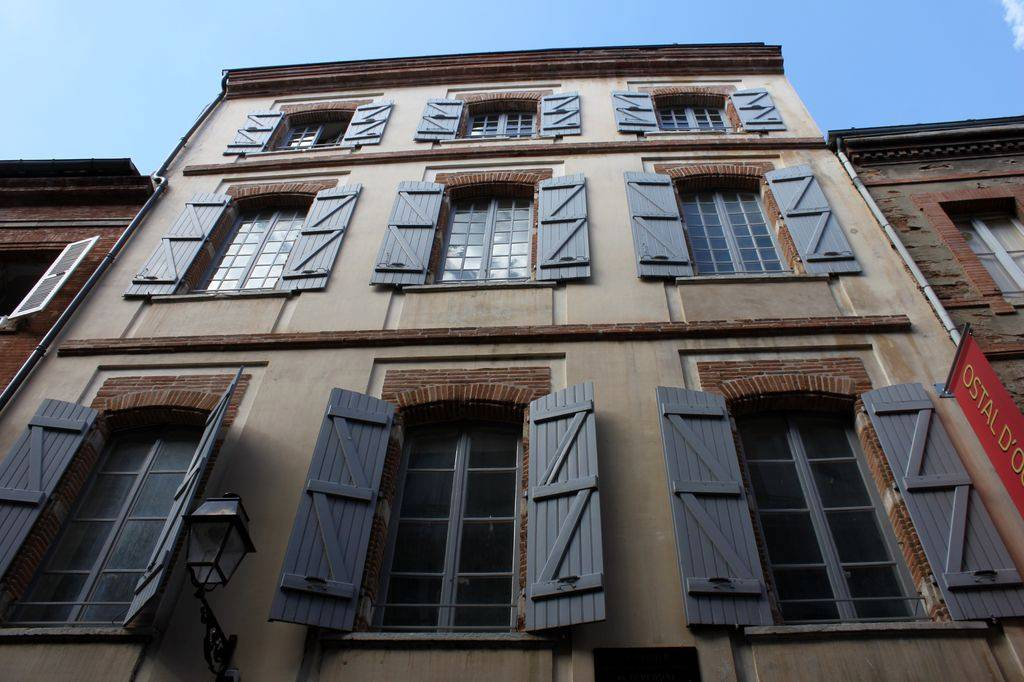
Façade de l'hôtel de Boysson-Cheverry.

### Première cour
La première cour correspond à la cour intérieure du premier hôtel de Hugues Ier Boysson : on devait alors y accéder par la rue des Changes (actuel no 21). Dans le fond de la cour se trouve la construction gothique de Boysson, adossée à la tour capitulaire. Sur les côtés, les corps de logis de style Renaissance ont été ajoutés par Jean Cheverry en 1535. À gauche, la fenêtre du premier étage du logis de Cheverry possède encore, dans le bas, ses anciennes boiseries de la Renaissance.
La haute tour hexagonale, de 24 mètres de hauteur (26 mètres avec la tourelle), est couronnée par une terrasse et des mâchicoulis aveugles, et flanquée d'une tourelle ronde. Elle est percée de sept petites fenêtres qui éclairent la vis d'escalier. Au dernier palier s'ouvre la porte de la tourelle, dont la petite vis de pierre conduit à la salle supérieure, voûtée à cinq arêtes, et qui donne accès à la terrasse. À gauche de la tour, au premier étage, une large fenêtre à meneau de style Renaissance a été ouverte en 1535 : les colonnettes et le meneau ont été remplacés par trois cariatides et les pilastres sont couverts d'arabesques.
Au fond de la grande salle du rez-de-chaussée abrite une cheminée monumentale dont les piédroits sont ornés de colonnes et qui présente au milieu de son manteau aux larges moulures et aux légers filetages un écusson soutenu par deux lions héraldiques, qui devait porter primitivement les armes de Boysson, et que le capitoul Pierre Vignaux fit gratter après 1570 pour y placer les siennes. 

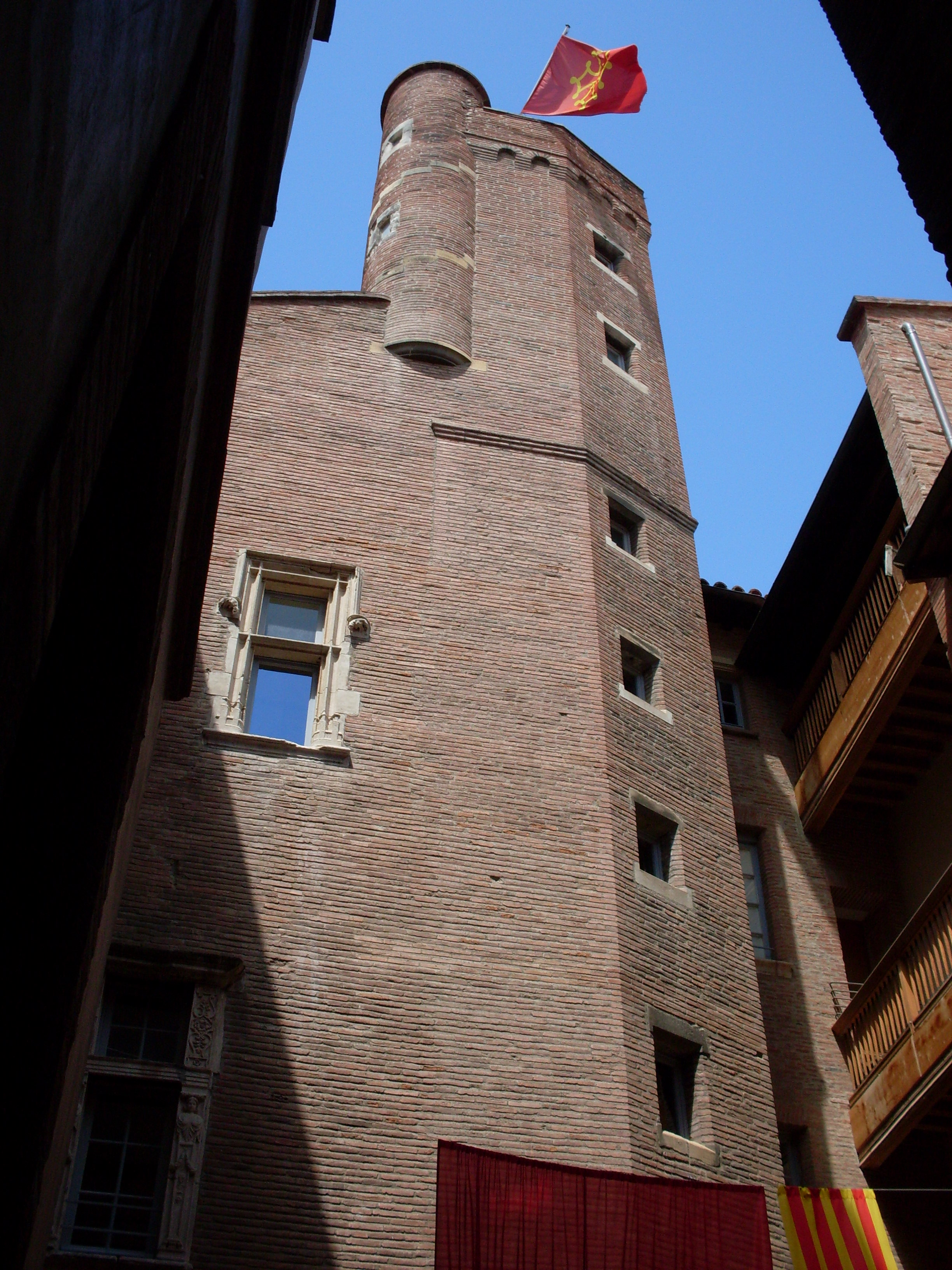
Tour de l'hôtel de Boysson.
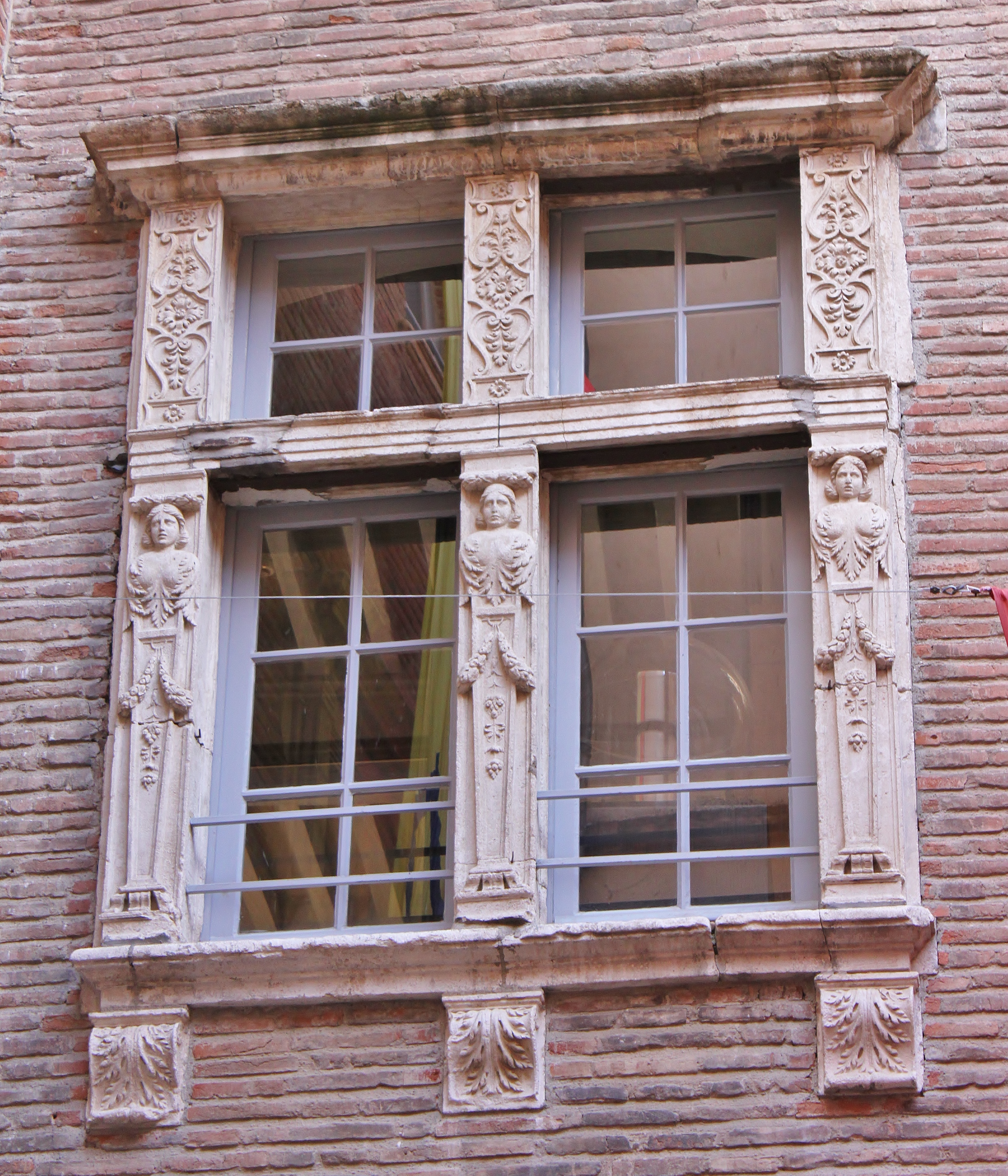
Fenêtre à cariatides de la première cour.
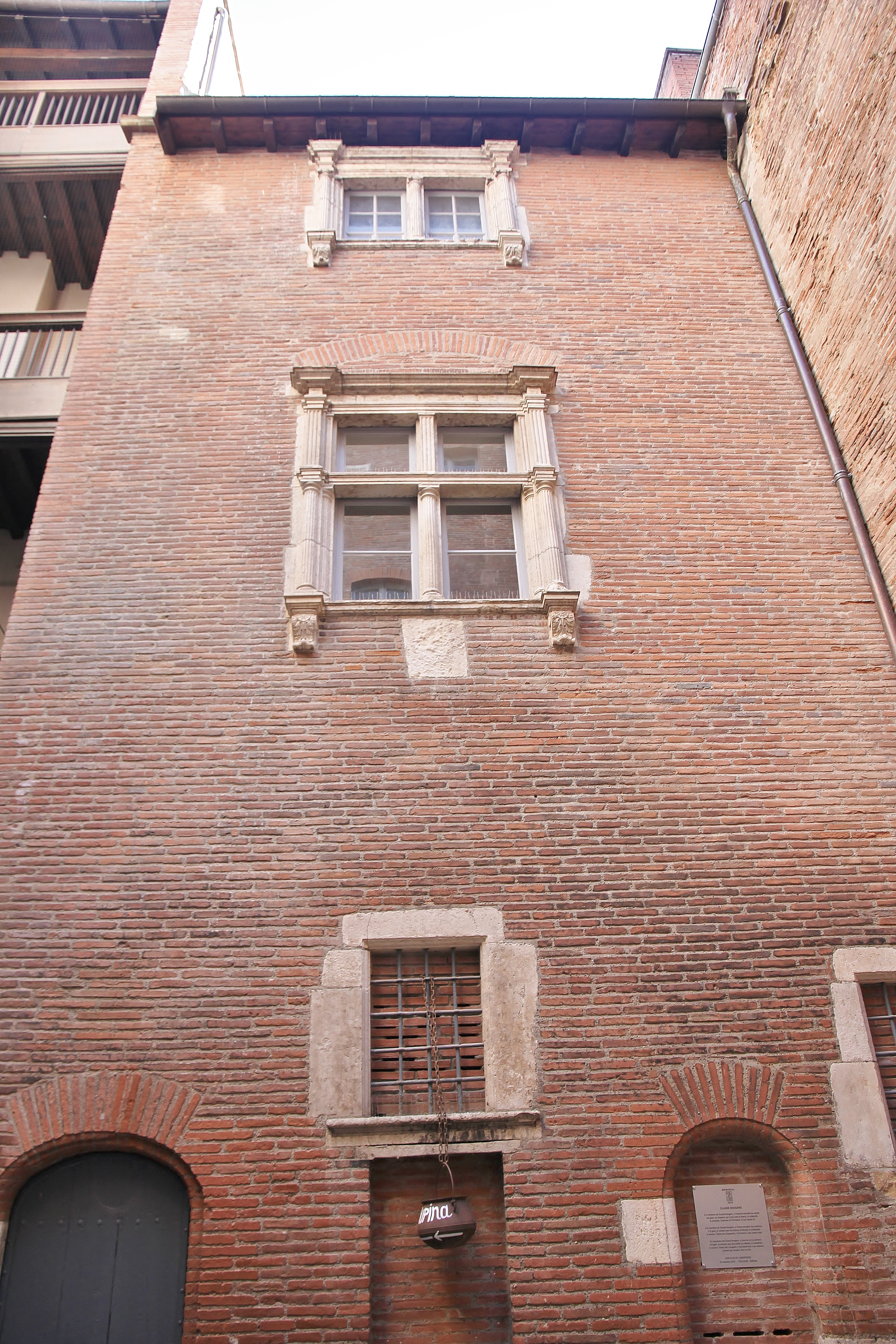
Façade aux fenêtres Renaissance.
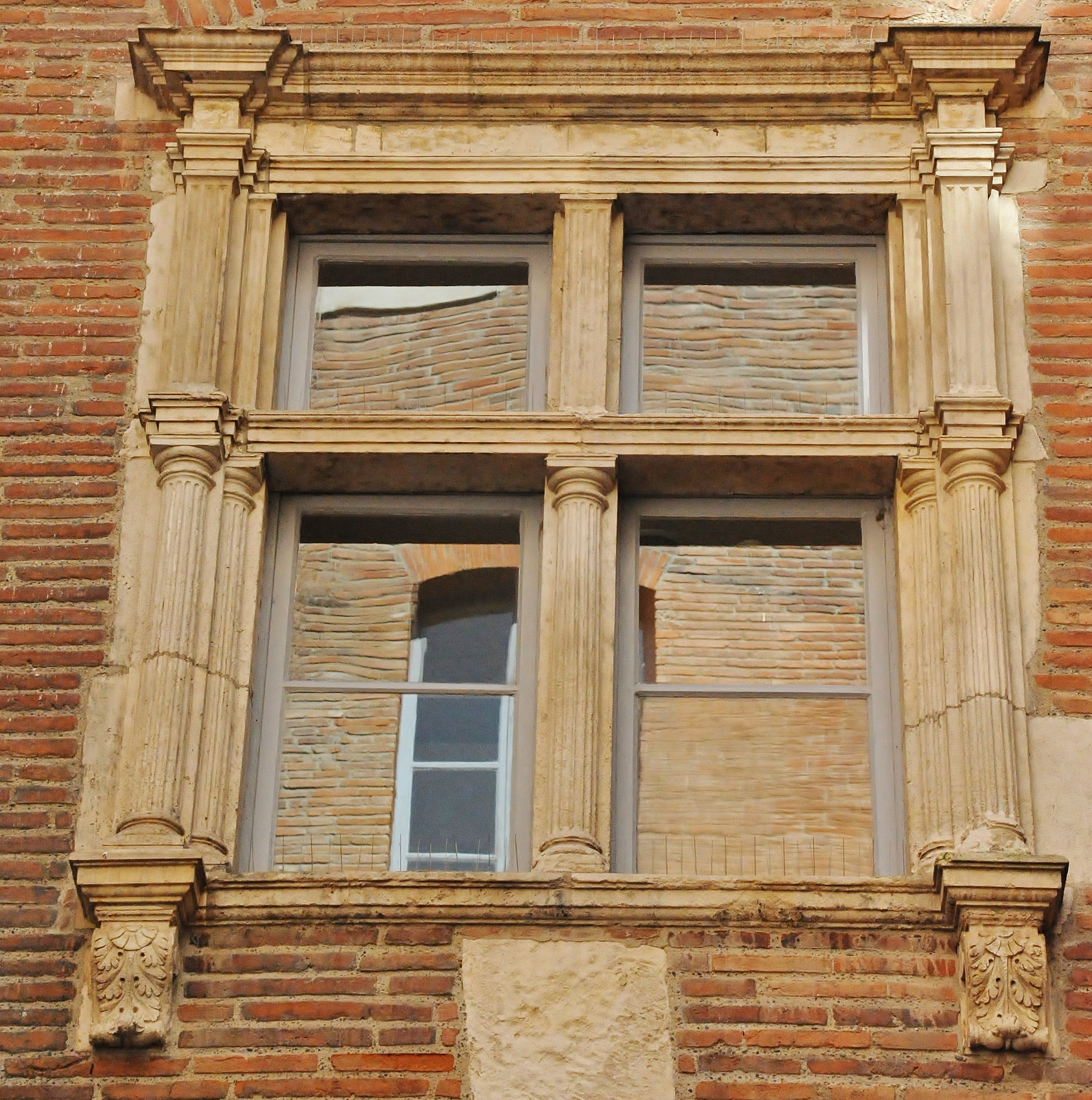
Fenêtre avec chapiteaux doriques.
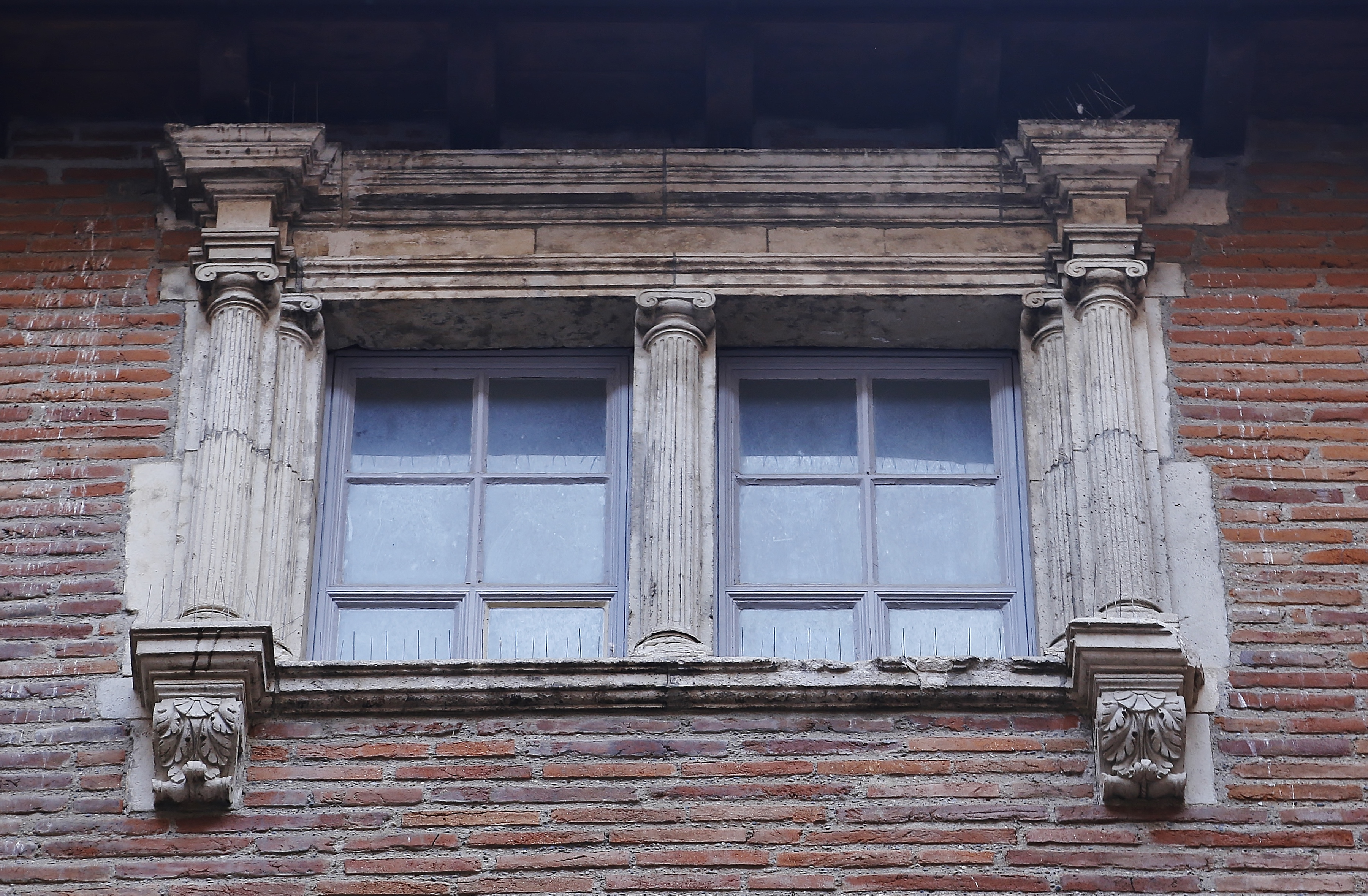
Variation de fenêtre avec chapiteaux ioniques.
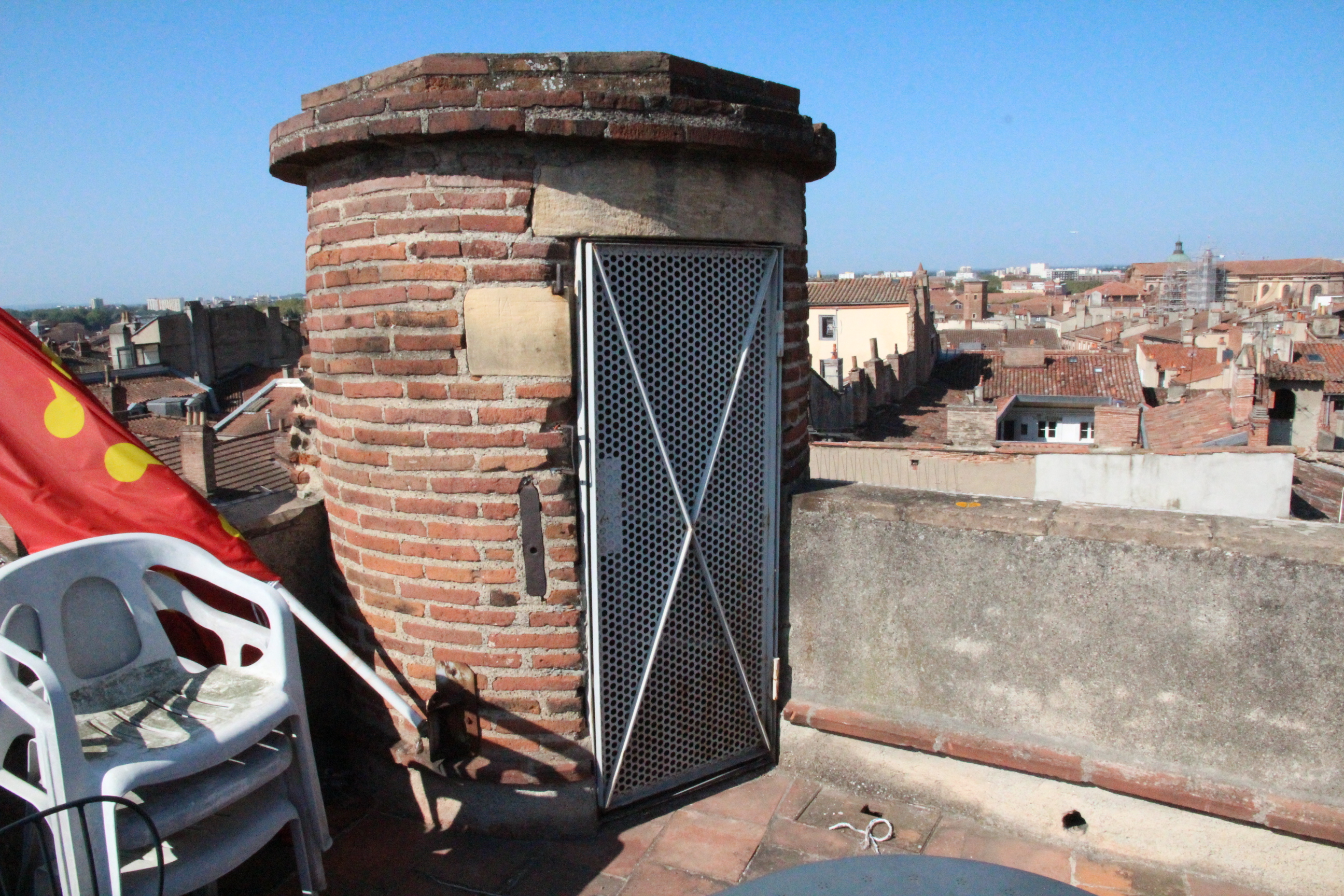
Terrasse et tourelle en haut de la tour d'escalier.
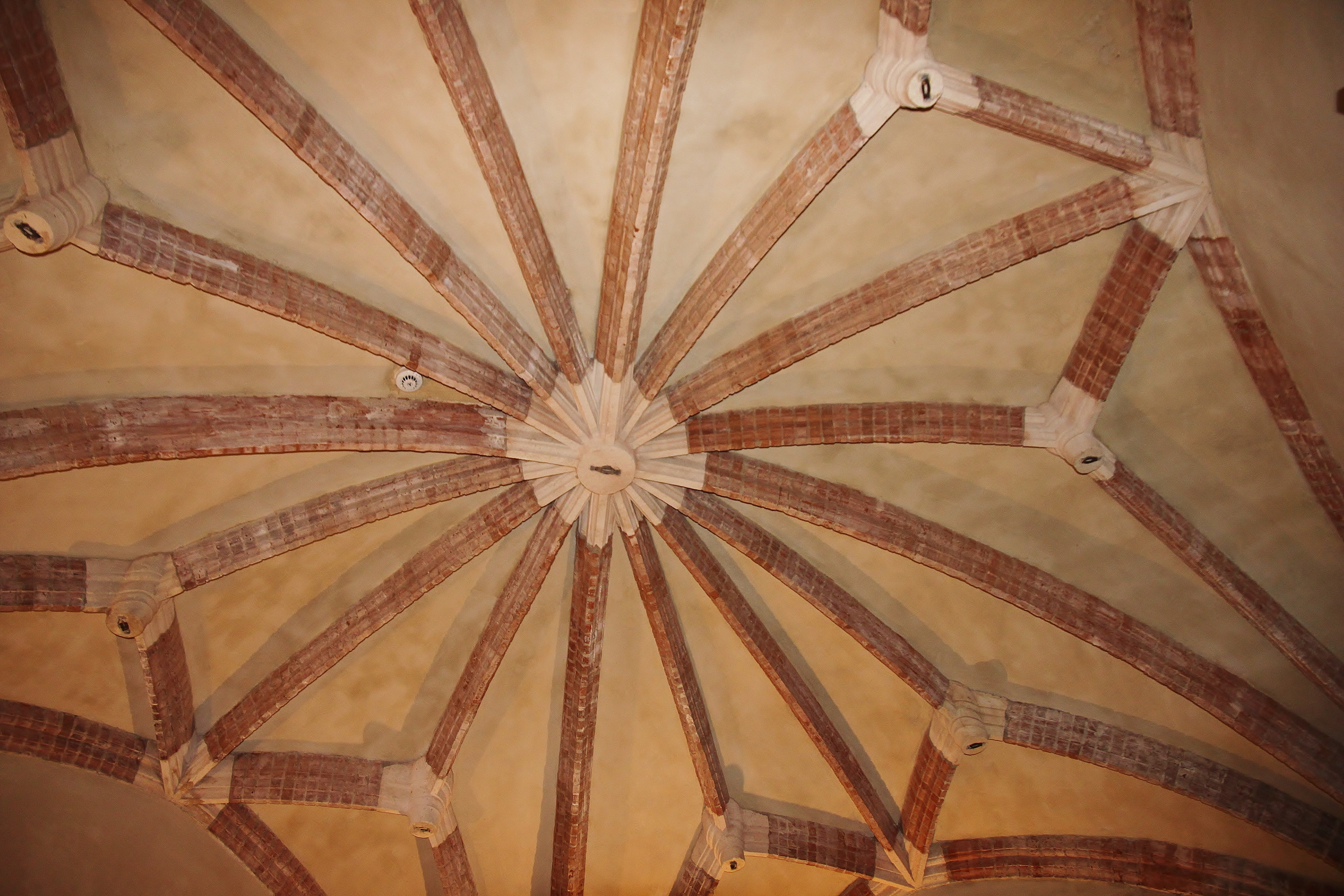
Voûte à croisées d'ogives.

### Seconde cour
À gauche, un passage donne accès à la deuxième cour. Cette cour était autrefois le jardin de l'hôtel de Hugues Boysson, et du côté est de la cour, dans la partie qui appartient à l'hôtel de Boysson, se trouve une fenêtre remarquable : le cadre gothique est surchargé de rinceaux embroussaillés de chardons finement sculptés. 
Le jardin a cependant été transformé par Jean de Cheverry qui l'a utilisé pour ses nouvelles constructions. Le nouveau bâtiment qu'il fit édifier fut juxtaposé contre l'ancienne demeure et sépara la cour actuelle du jardin. La galerie à arcades est soutenue par des colonnes de pierre de style dorique. Les portes et les fenêtres du rez-de-chaussée et des deux étages, décorées de colonnes et pilastres, sont typiques de la Renaissance. La salle basse avec sa voûte aux seize nervures et présentent une double croisée d'ogive, avec liernes et tiercerons, est remarquable. 

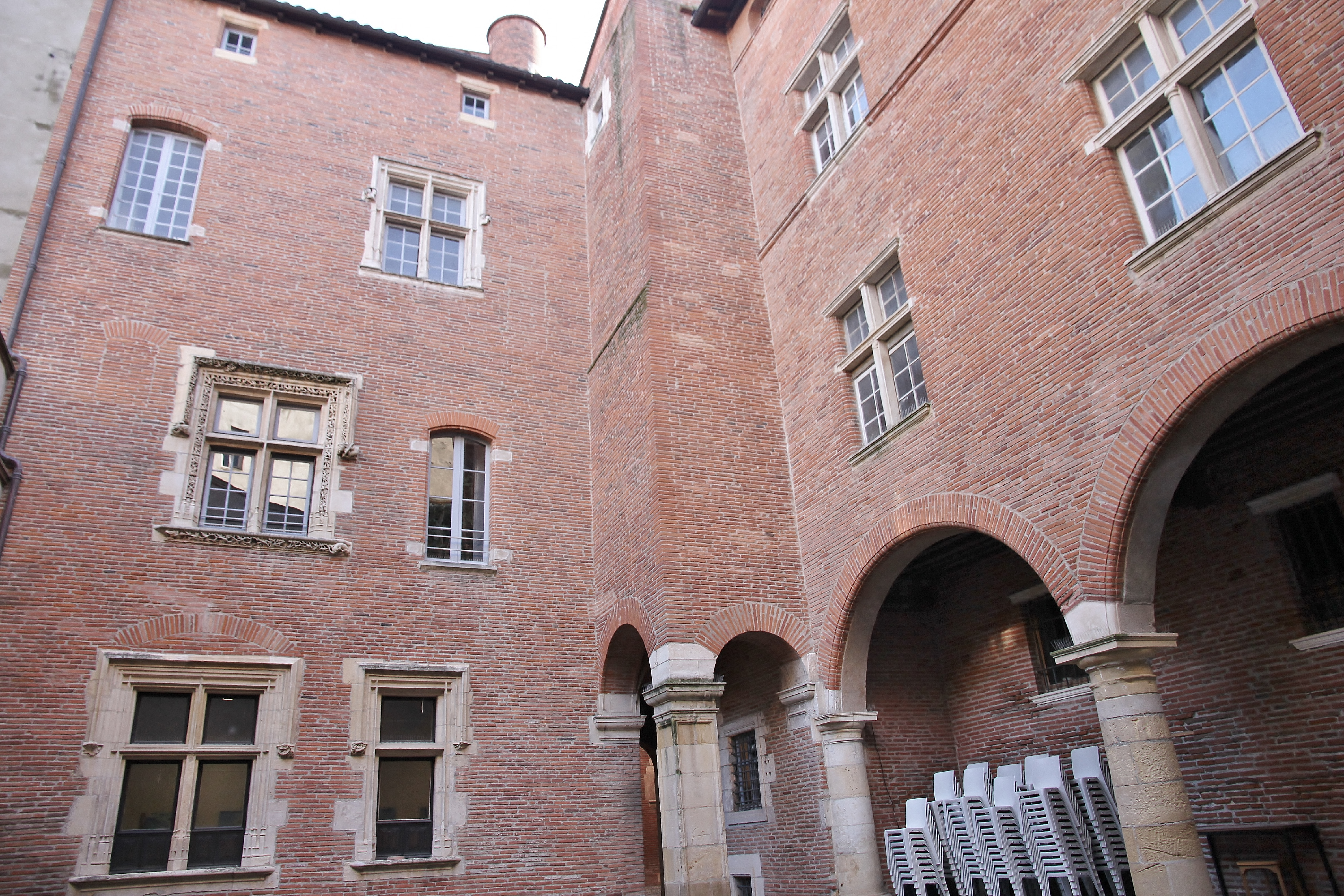
Façades de la seconde cour : gothique à gauche, Renaissance à droite.
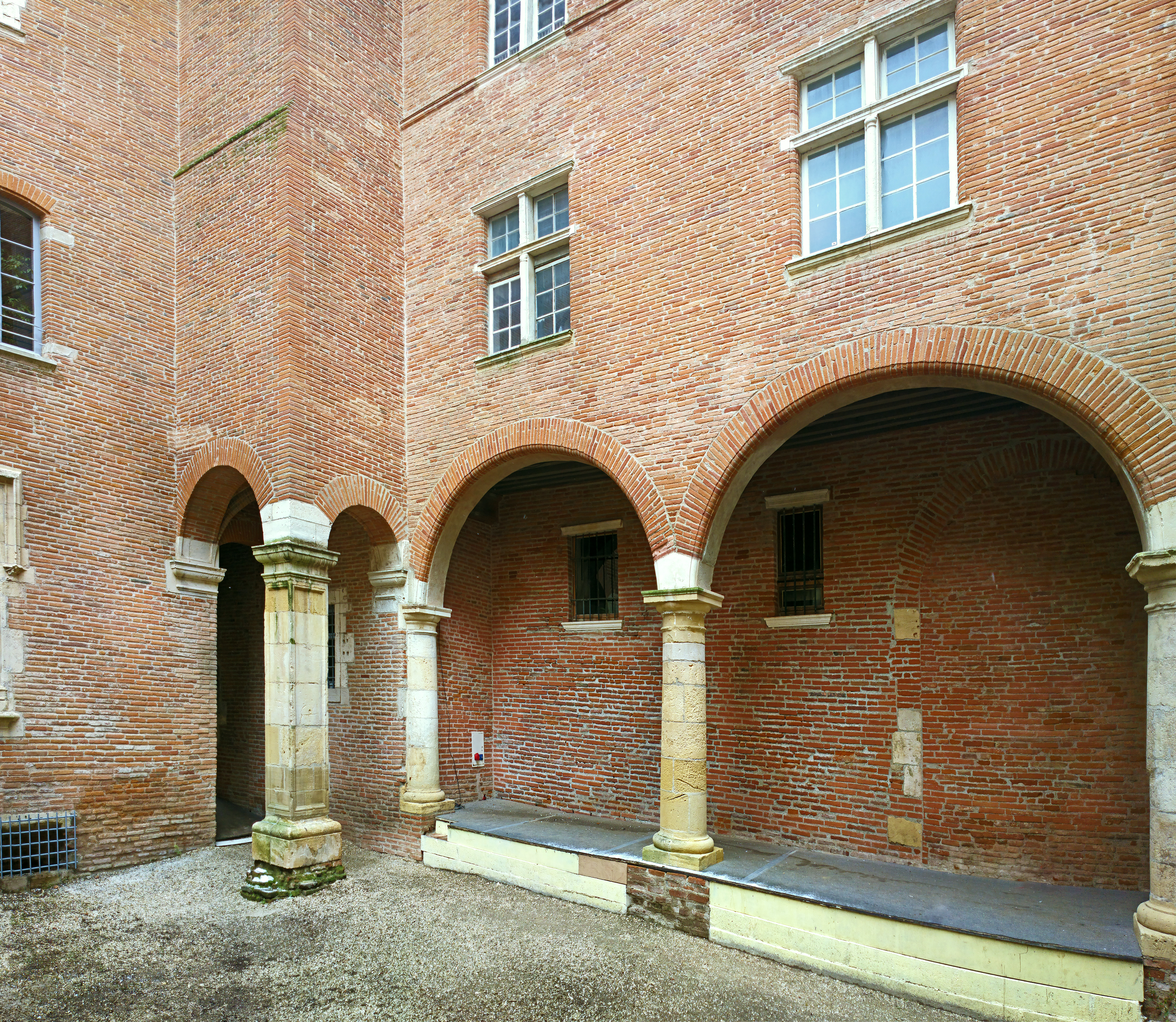
Arcades Renaissance.
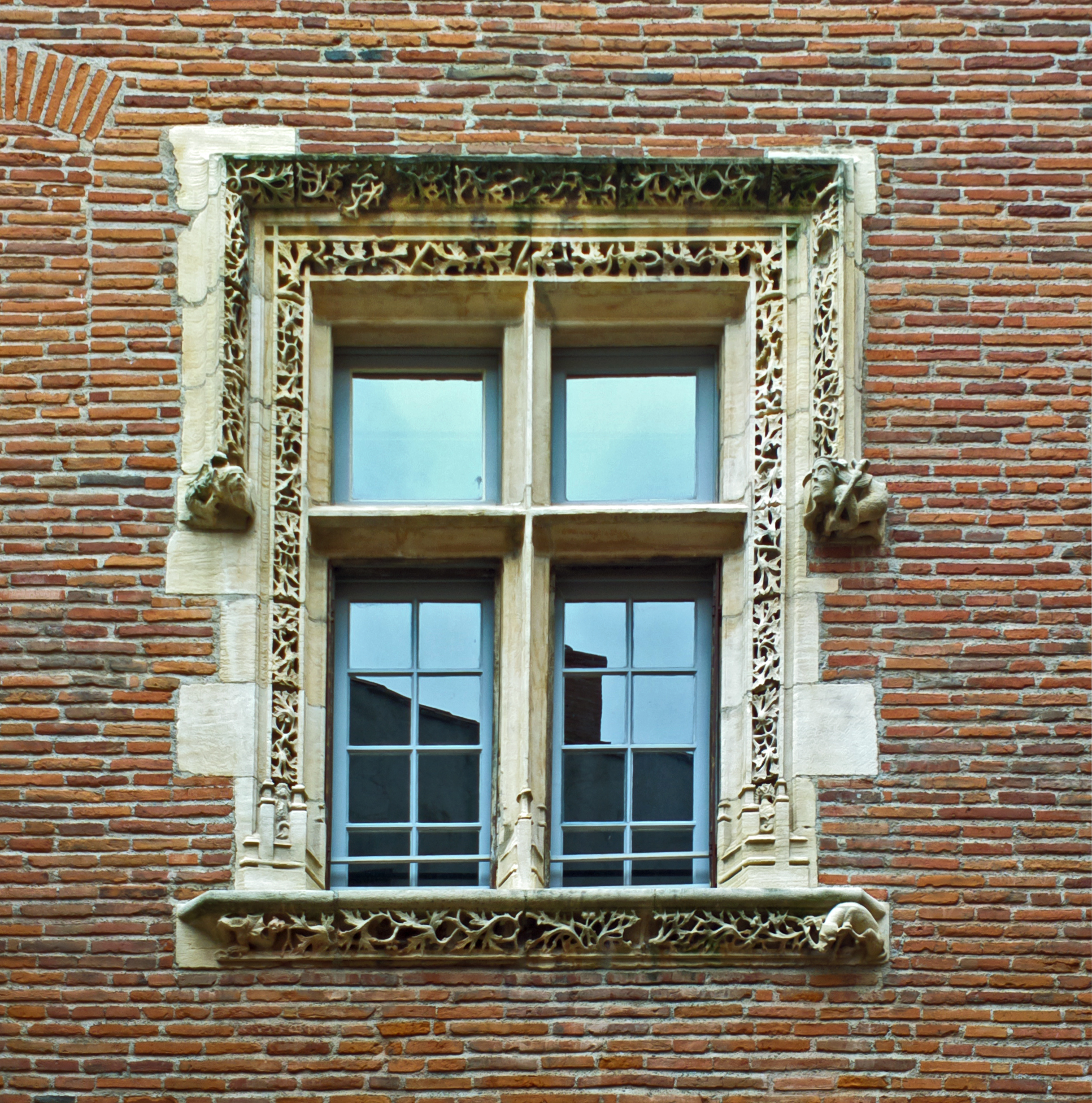
Fenêtre à meneau de la seconde cour.
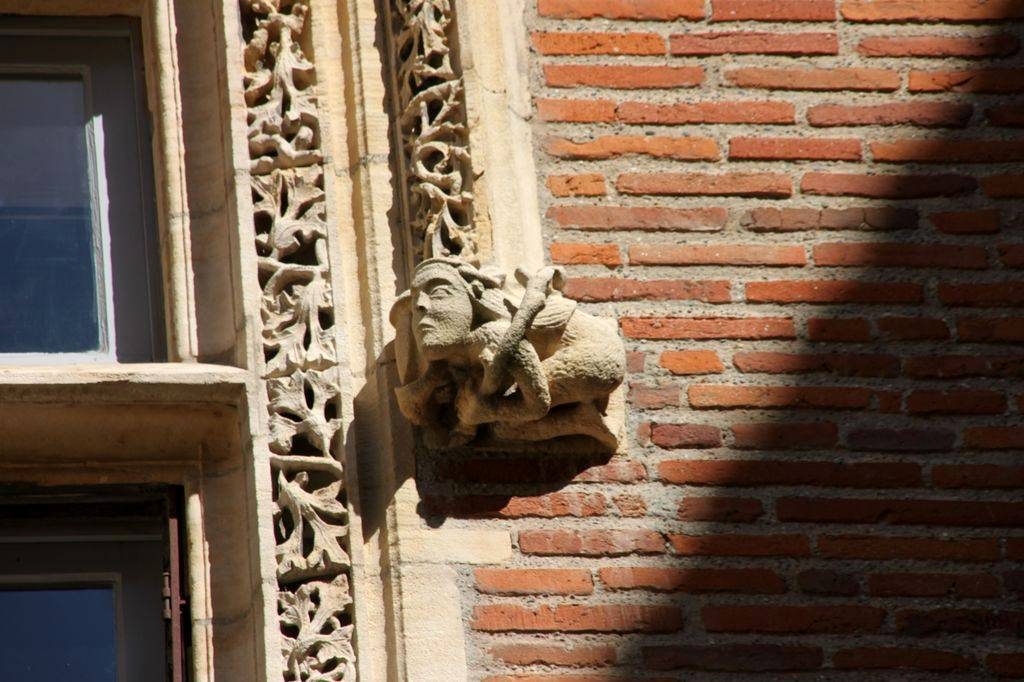
Détail : femme armée d'un bâton.
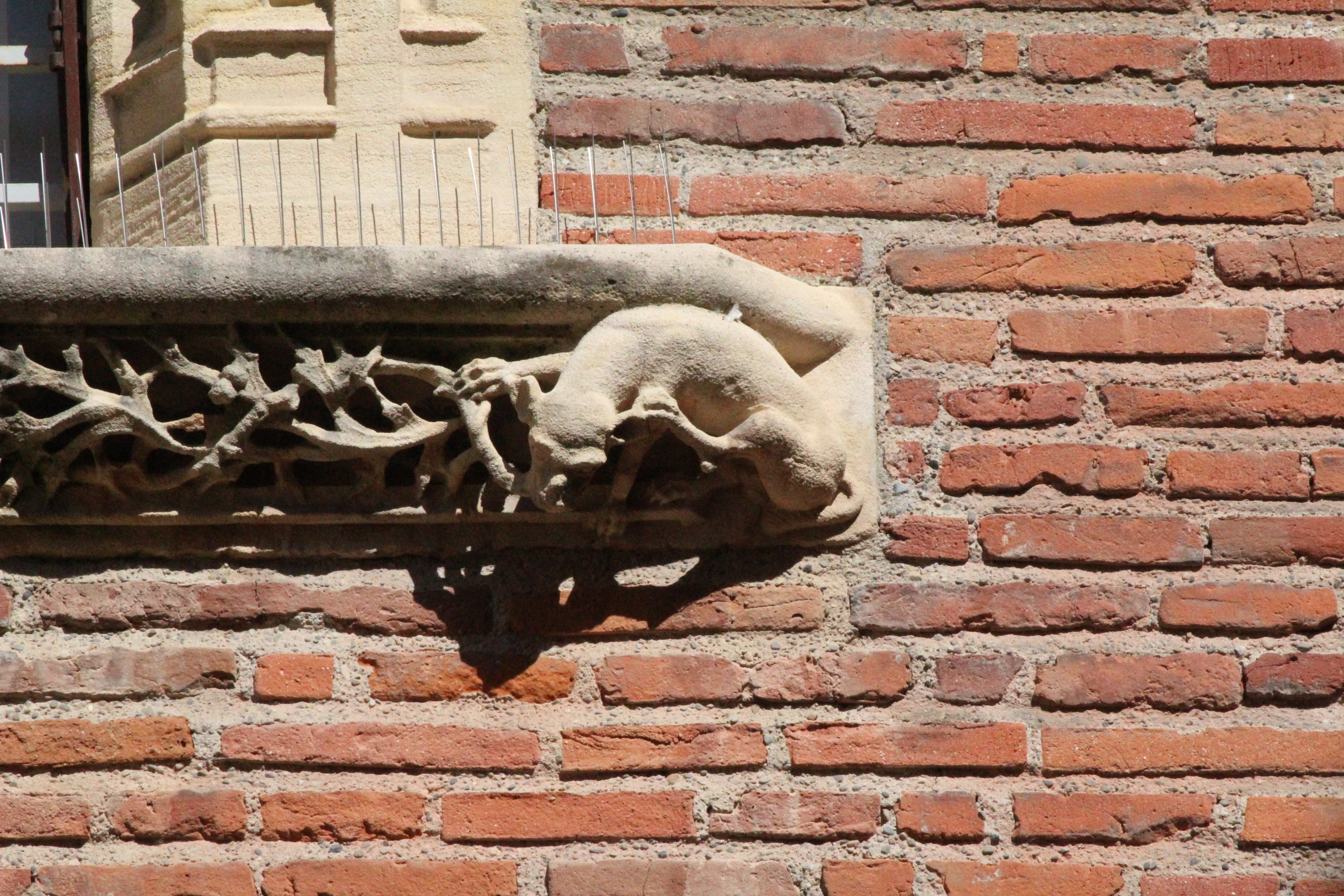
Détail : chien qui se gratte.